# First Automobile Works (concern)

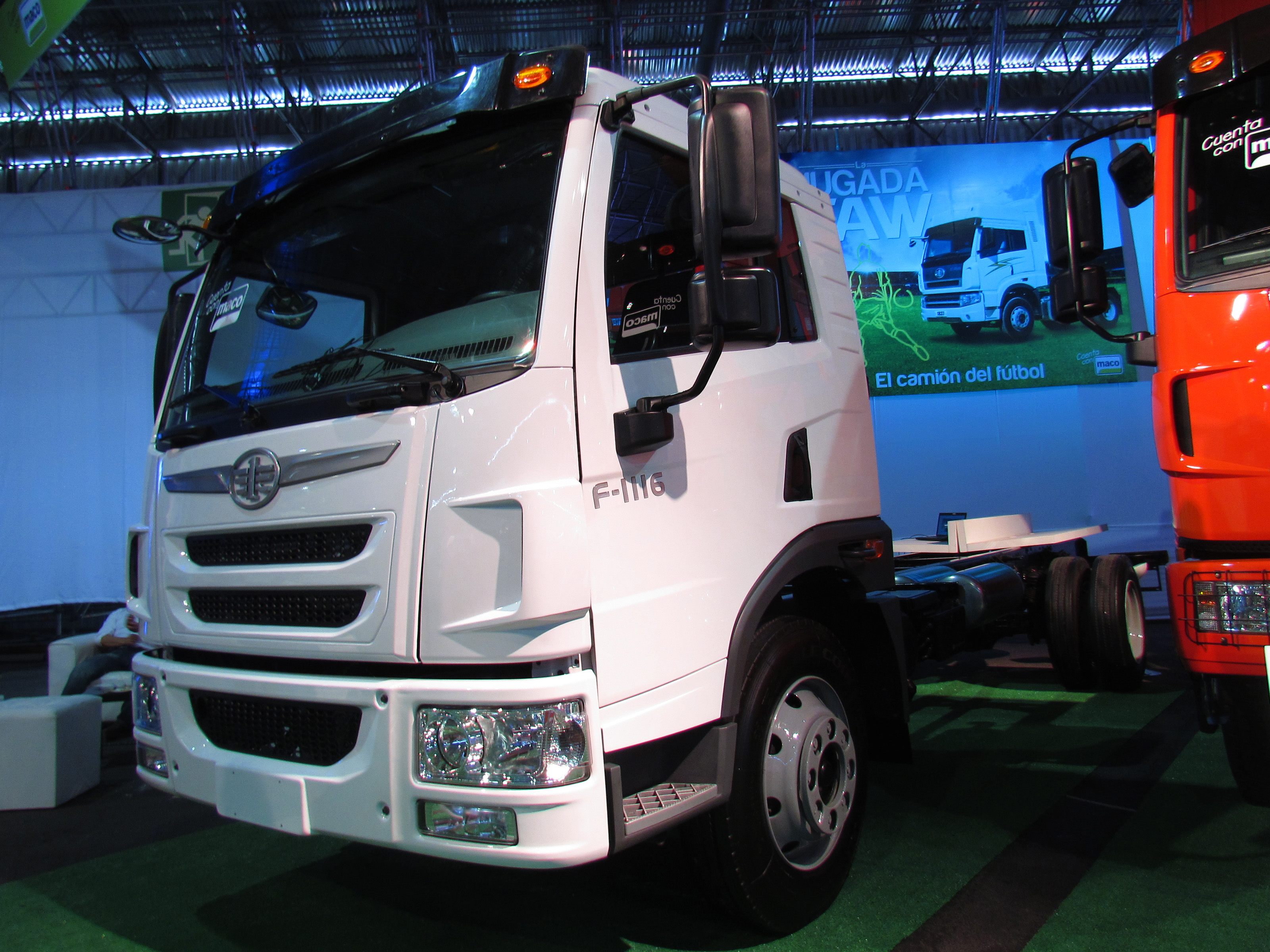
FAW Jiefang-vrachtwagen (2014)

First Automobile Works (FAW) is een Chinese fabrikant van auto's en vrachtauto's. Het is de grootste autofabriek in China, die in 1953 is opgericht.

## Geschiedenis
In april 1950 werd begonnen met plannen voor een Chinees automobielbedrijf. China had zelf weinig kennis in huis en sloot met de Sovjet-Unie een samenwerkingscontract. Vanaf 1953 werd gewerkt aan de bouw van een fabriek voor First Automobile Works (FAW) in Changchun, in het noordoosten van China. De Sovjet-Unie leverde technische steun, zo'n 80% van de benodigde machines kwam uit de Sovjet-Unie, en veel ingenieurs kwamen naar China. Op 13 juli 1956 rolde de eerste vrachtwagen, een Jiefang CA10 met 4 ton laadvermogen, uit de fabriek. Het was een kopie van de Russische ZIS-151 vrachtwagen. Op 12 mei 1958 volgde de eerste Dongfeng personenwagen.
FAW kampte met tegenslagen tijdens de Grote Sprong Voorwaarts (1958-1960) en de Culturele Revolutie (1966-1972). In deze turbulente tijden werd de productie gehinderd. Hierin kwam een positieve verandering na 1975 toen het land zich meer openstelde voor het buitenland en naar een  krachtige economische groei ging streven. Ingenieurs werden naar Japanse automobielfabrikanten gestuurd om kennis op te doen. De nadruk lag al die tijd op de productie van vrachtwagens en in februari 1983 werd de 1 miljoenste Jiefang vrachtwagen geproduceerd.
In 1987 ging de Jilin Light Truck and Mini Vehicle Corporation op in FAW Group. Het assortiment werd daarmee verbreed met lichte bedrijfs- en personenwagens. FAW Group produceerde tot dit tijd wel personenwagens, maar in kleine aantallen. In mei 1998 sloot het een contract met Audi. Audi leverde alle onderdelen en componenten voor 30.000 Audi 100’s die geassembleerd werden in de FAW fabrieken. In november 1990 volgde een tweede contract met Volkswagen om samen 150.000 Jetta’s per jaar in China te produceren. Hiervoor werd de joint venture FAW-Volkswagen Automobile Co. opgericht. Medio 1992 werd de naam van groep officieel gewijzigd in China First Automobile Group Corporation (FAW Group).
Op 15 juli 2001 werd een nieuw mijlpaal bereikt met betrekking tot de vrachtwagenproductie, op dat moment waren 3 miljoen Jiefang vrachtwagens geproduceerd. In februari 2002 rolde de 500.000e Volkswagen uit de fabriek. Later dat jaar kreeg FAW Group 51% van de aandelen in Tianjin Xiali Automobile in handen en werd het merk Xilai in de groep opgenomen. In oktober 2002 werd het partner in Sichuan FAW Toyota Motor Co. Ltd., na de koop van 80% van de aandelen in Sichuan Bus Company, die al intensief samenwerkte met de Japanse fabrikant Toyota. De samenwerking met Toyota kreeg een vervolg in 2003 toen Tianjin FAW Toyota Automobile Co. Ltd werd opgericht voor de productie van het type Corolla en Vios sedans in China. Mede door de succesvolle samenwerking met buitenlandse partijen, produceerde FAW Group in 2004 als eerste Chinese fabrikant meer dan 1 miljoen voertuigen per jaar. In 2005 bereikte FAW Group een omzet van US$ 13,8 miljard.
Op 15 juli 2023 vierde het bedrijf het 70 jarig bestaan. In die zeven decennia heeft FAW 55,77 miljoen voertuigen geproduceerd.

## Activiteiten
FAW is de grootste producent van voertuigen in China. Het heeft naast de eigen merken zeer succesvolle samenwerkingsverbanden met onder andere de Volkswagen Group, Toyota en Daihatsu. In 2019 werden 3,5 miljoen voertuigen geproduceerd en bereikte het bedrijf een jaaromzet van RMB 620 miljard (ca. €78 miljard) (2016: 470 miljard of ca. €64 miljard). De nettowinst in 2019 was RMB 44 miljard (ca. €5,5 miljard). Volgens de Fortune 500 lijst stond het bedrijf in 2019 op de 89e plaats van grootste ondernemingen wereldwijd met een omzet van US$ 78 miljard. De groep telde dat jaar bijna 130.000 medewerkers. FAW Group is een staatsbedrijf, al zijn enkele - relatief - kleine bedrijfsonderdelen wel genoteerd aan een effectenbeurs.
In het eerste kwartaal van 2021 verkocht het bedrijf 1,06 miljoen voertuigen waarvan een kwart eigen merken. Het aandeel van de joint ventures met Volkswagen, Toyota en Mazda vertegenwoordigde 74% van het totaal.

### Eigen merken
- FAW
- Free Wind
- Haima
- Hongqi
- Hongta
- Huali
- Jie Fang
- Jilin
- Sichuan-Toyota
- Xiali

### Joint Ventures
- China FAW Group Harbin Light-Duty Truck Factory
- FAW Jie Fang (Jiefang Motor Company)
- FAW Tianjin Xiali Automobile Co., Ltd.
- FAW-Toyota
- FAW-Volkswagen
- Changchun FAW Sichuan Automobile Company
- Sichuan FAW Toyota Motor Co., Ltd.
- Tianjin FAW Toyota Motor Company
- Tianjin FAW Xiali Automobile Company
- Tianjin Xiali